# Муравьёв, Константин Хрисанфович
Константин Хрисанфович Муравьёв (1901—1976) — ректор Ленинградского электротехнического института связи, генерал-лейтенант (1945), кандидат военных наук.

## Биография
Трудовую деятельность начал в 1916-м на Охтинском пороховом заводе. В 1918 добровольцем вступил в РККА, где обучался на курсе в школе агитаторов и инструкторов ВЦИК. Затем становится командиром отряда по борьбе с бандитизмом, после чего военным комиссаром отдельной сапёрной роты стрелковой дивизии. Окончил Военно-политический институт Красной армии имени Н. Г. Толмачёва в 1924 и стал военкомом 1-го, затем 2-го радиополка Московского военного округа. Поступил в Военную академию связи имени С. М. Будённого, после окончания которой в 1937 стал военным комиссаром Научно-исследовательского института специальной техники, но вскоре его переводят в Управление связи РККА на должность военкома и заместителя начальника этого управления. В 1943 становится начальником связи 18-й армии. В 1944 назначается начальником Военной электротехнической академии связи имени С. М. Буденного. С октября 1956 до конца декабря 1971 года являлся ректором Ленинградского электротехнического института связи.
Похоронен в центральной части на Кунцевском кладбище рядом с Братской могилой.

### Звания
- Бригадный комиссар;
- генерал-майор войск связи (21 июля 1942);
- генерал-лейтенант войск связи (20 апреля 1945).

### Награды
- Орден Ленина (21.02.1945)
- Три ордена Красного Знамени (19.05.1940, 03.11.1944, 24.06.1948)
- Орден Кутузова II степени (23.05.1945)
- Орден Богдана Хмельницкого II степени (23.09.1944)
- Орден Отечественной войны I степени (15.04.1944)
- Орден Красной Звезды (18.05.1943)
- Медаль «XX лет Рабоче-Крестьянской Красной Армии»
- Медаль «За оборону Сталинграда» (22.12.1942)
- Медаль «За оборону Ленинграда» (22.12.1942)
- Медаль «За оборону Москвы» (01.05.1944)
- Медаль «За победу над Германией в Великой Отечественной войне 1941—1945 гг.» (09.05.1945)